# Lhadj Belaïd
Pour les articles homonymes, voir Belaïd.
Lhaj Belaïd (vers 1873 - vers 1945) (en chleuh : ⵍⵃⴰⵊ ⴱⵍⵄⵉⴷ ) est un poète marocain d'expression amazigh chleuh.
Originaire d'un village de la région de Tiznit (Anou n Addou des Ida Oubaaqil), tôt orphelin, il doit exercer plusieurs métiers afin de subvenir à ses besoins et à ceux de sa famille. Belaïd s'installe au Tazeroualt où il s'initie à la poésie et la musique Amazigh. Il acquiert un grand prestige avec sa troupe de troubadours chez les Imazighen et les Aït Souss en particulier.
Il fut par la suite le premier Raïss (poète chanteur Chleuh) à enregistrer un disque, chez Pathé Marconi à Paris, en 1937.
Il est de nos jours encore connu et respecté dans la communauté Chleuhe.